# ゼストスポンギンC
ゼストスポンギンC(Xestospongin C)は2つの1-オキサキノリジジンを骨格に持つ大員環化合物。ゼストスポンギンにはAからEの類縁体がありその1つである。

## 作用
イノシトールトリスリン酸受容体の阻害剤である。細胞膜透過性をもち、リアノジン受容体には作用しない。

## 歴史
ゼストスポンギンは、1984年サントリー生物医学研究所の中川正らによって、オーストラリア産のミズガメカイメン属の一種(Xestospongia exigua)から血管拡張作用を持つ化合物群として報告された。1997年にイノシトールトリスリン酸受容体の阻害剤であることが提唱され、なかでもゼストスポンギンCが最も強い作用を持つことから研究試薬として利用されるようになった。